# Psychoides filicivora
Psychoides filicivora is een vlinder uit de familie echte motten (Tineidae). De wetenschappelijke naam is voor het eerst geldig gepubliceerd in 1937 door Meyrick.
De soort komt voor in Europa.